# Megaselia nigripalpis
Megaselia nigripalpis är en tvåvingeart som först beskrevs av William Lundbeck 1920.  Megaselia nigripalpis ingår i släktet Megaselia och familjen puckelflugor. Arten har ej påträffats i Sverige. Inga underarter finns listade i Catalogue of Life.